# 텔레폰토르네트

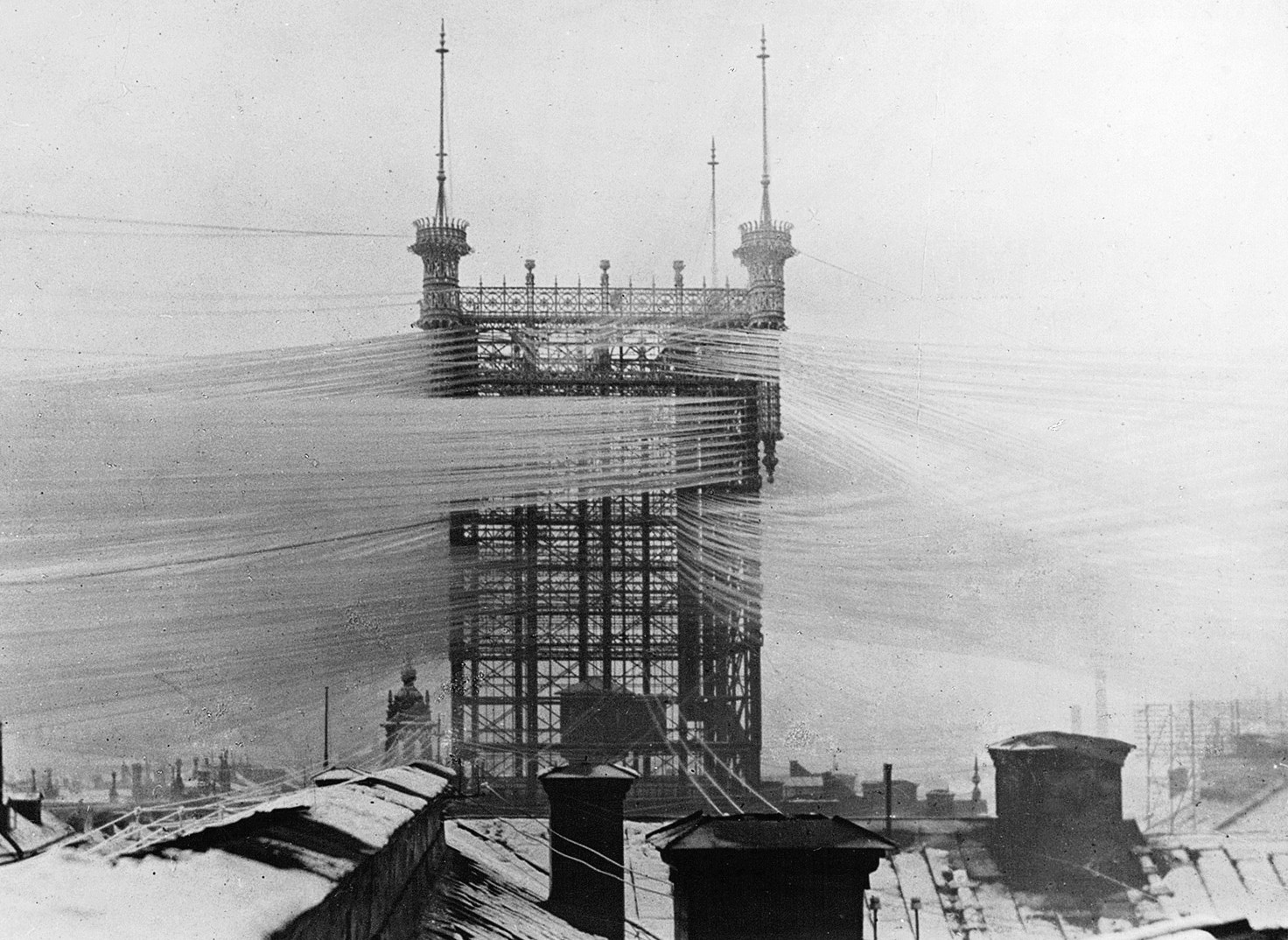
1890년경의 텔레폰토르네트

텔레폰토르네트(telefontornet; 전화탑)는 스톡홀름 말름스킬나스가탄 30번지에 위치한 알멘나 텔레폰악티볼라게트 건물 옥상에 세워진 강철 격자 탑으로, 1887년에 건설되어 1953년에 철거되었다. 이 탑은 스톡홀름의 전화 가입자들을 위한 전화선을 지지하기 위해 건설되었으며, 높이는 약 45미터였다. 모타라 베르크스타드에서 제작한 이 구조물은 스웨덴에서 최초로 리벳 강철보를 사용한 것이었다.

## 역사

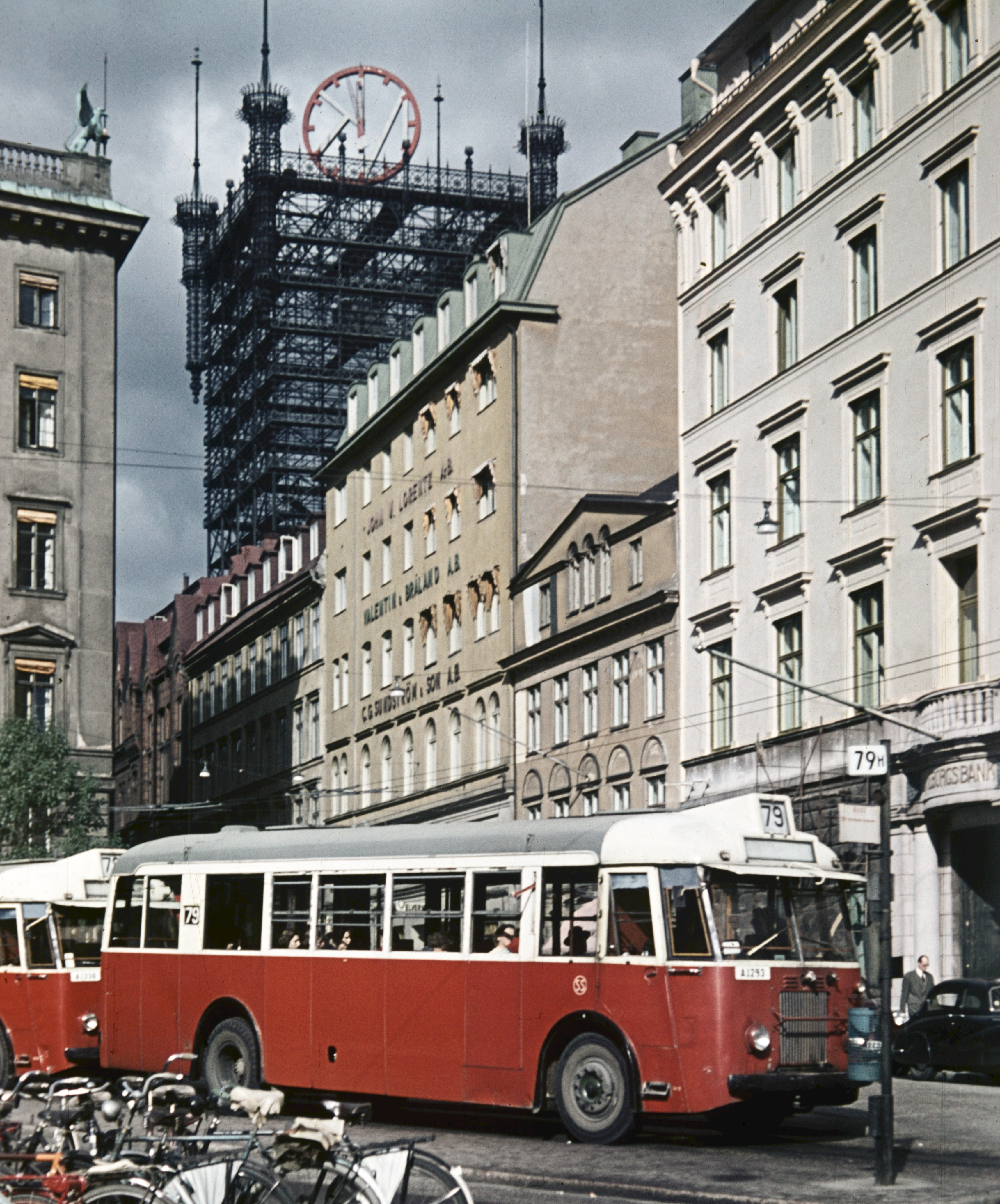
브룬케베리 광장, 1952년의 전화탑

전화탑은 1887년에 준공되었으며 스톡홀름스 알멘나 텔레폰 AB(SAT)의 의뢰로 건설되었다. 당시 스톡홀름에는 5,500대의 전화기와 5,000 킬로미터의 전선이 있었는데, 주로 지붕 위에 설치된 나선으로 이루어져 있었다. 준공 당시 탑에서는 4,000개의 전화선이 중앙 스톡홀름 전역으로 뻗어 나갔다. 처음에는 전화탑을 80m 높이의 철제 구조물로 건설할 계획이었으나, 당국의 결정과 관련된 문제로 인해 대신 도시 곳곳에 이미 세워진 것과 유사한 네 개의 지지대를 더 큰 규모로 설치하게 되었다.
얼마 지나지 않아 일반 대중과 언론은 탑이 보기 흉하다며 장식이 필요하다고 여겼다. 이에 탑의 장식을 위한 공모전이 열렸고, 회사 직원이었던 J. 제터슈테트가 우승을 차지했다. 이 제안은 1890년경 건축가 프리츠 에케르트에 의해 상당 부분 수정되었고, 그 결과 탑은 깃대가 있는 네 개의 모퉁이 탑을 갖게 되었다. 도시의 모든 주요 행사 때마다 이곳에 깃발이 걸렸다. 스바르트망가탄 6번지와 호른스가탄 9번지에 있는 회사의 지사에도 더 작은 규모의 전화탑이 있었다.
1890년대 초반부터 전선들을 지하 케이블로 모으기 시작했다. 1913년경에는 개조 작업이 완료되어 일부 전선이 남아있긴 했지만 전화탑은 그 기능을 상실하게 되었다.

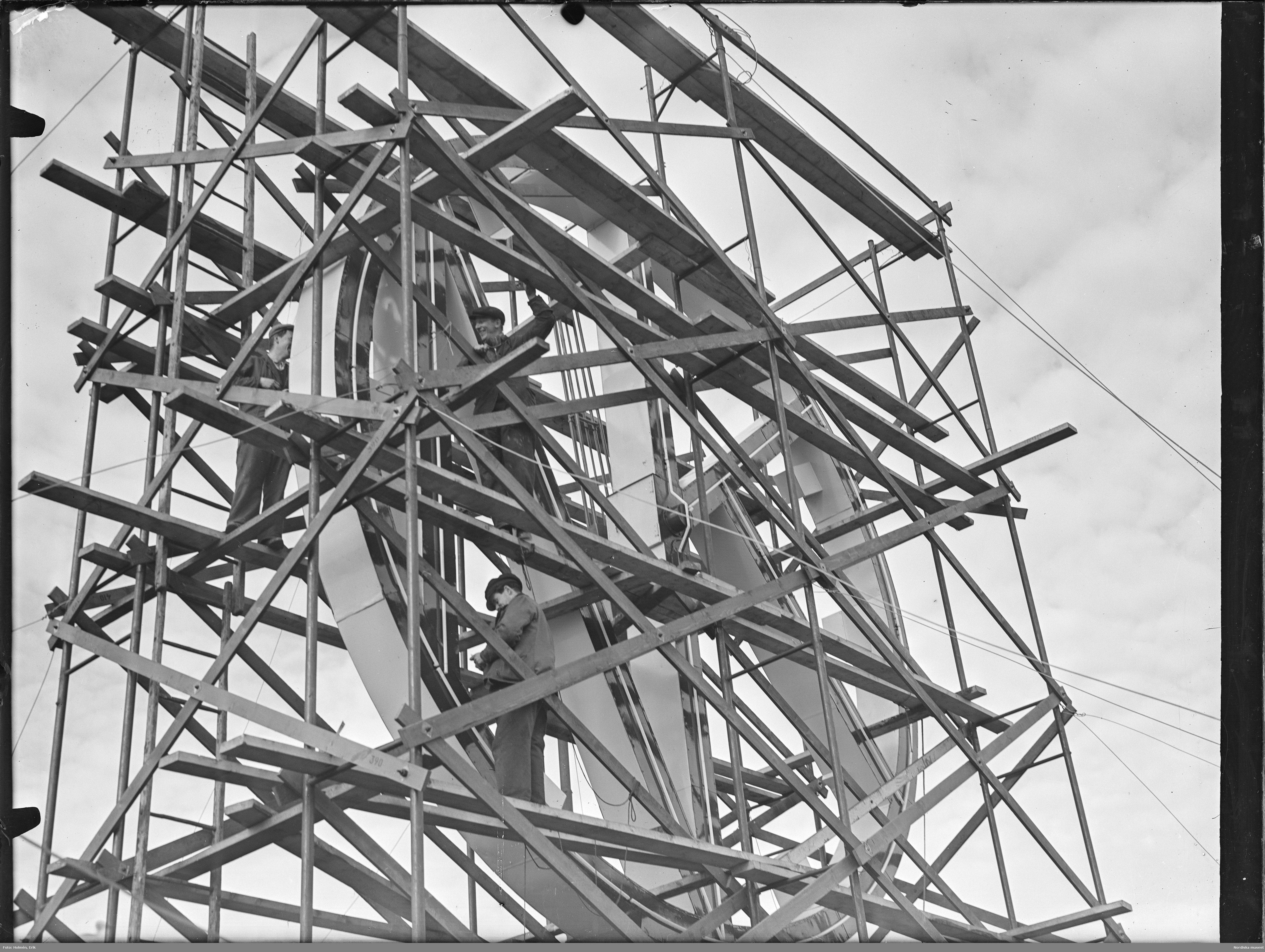
1939년 NK 시계 설치

1939년에는 회전하는 시계인 이른바 NK 시계가 탑에 설치되었다. 시계판의 지름은 7.6m로, 당시 유럽에서 가장 큰 규모였다. NK 시계는 1939년 루벤 모르네의 참여하에 "엔지니어링 회사 테크닉 ASEA"가 제작하였다. 전체 장치의 무게는 7톤에 달했다. 이 시계는 NK의 광고판 역할을 했으며, NK 시계는 도시 경관의 인기 있는 요소가 되었다. 시계는 1953년에 철거되었다가 1년 내에 현재의 위치인 NK 백화점 지붕에 다시 설치되었다.
1952년 7월 23일 수요일, 탑 아래에 위치한 텔레베르켓(Televerket) 무선실험실에서 화재가 발생하여 탑과 나머지 건물이 심각하게 손상되었다. 1953년에는 탑이 붕괴될 위험이 너무 커서 철거되었다. 그러나 노르말름 재개발이 시작되어 1967년 노라 스메데가탄 주변 구역의 철거가 시작되었기 때문에 탑은 어차피 철거될 운명이었다.